# Burublomsterpickare
Burublomsterpickare (Dicaeum erythrothorax) är en fågel i familjen blomsterpickare inom ordningen tättingar.

## Utseende och läte
Burublomsterpickaren är en liten och grå tätting med mycket kort stjärt. Ovansidan är helt grå, strupen lysande vit med grå anstrykning på flankerna och en vit fjädertofs vid skuldrorna. Hanen uppvisar även diagnostisk röd strupfläck. Ungfågeln liknar honan, men har ljust vid näbbroten. Lätet är ett mycket ljust "sit-sit-sit", medan sången består av en serie med sex toner, "see-see-see-see-see-see".

## Utbredning och systematik
Fågeln förekommer enbart på ön Buru i Moluckerna. Tidigare betraktades burublomsterpickare och halmaherablomsterpickare (D. schistaceiceps), då med det svenska namnet moluckblomsterpickare (D. erythrothorax), och vissa gör det fortfarande.

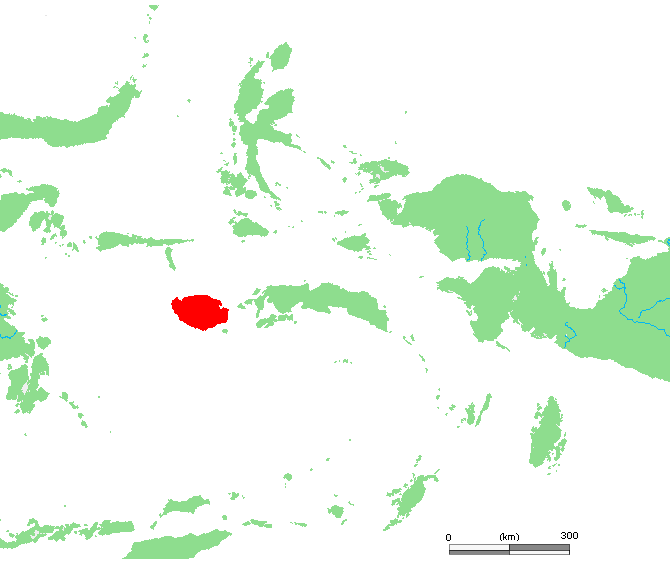
Fågeln förekommer endast på ön Buru i Moluckerna.

## Levnadssätt
Burublomsterpickaren hittas i skogar och skogsbryn i låglänta områden och förberg. Den ses enstaka eller i par i trädtaket.

## Status
Arten har ett begränsat utbredningsområde, men beståndet anses vara stabilt. IUCN kategoriserar den som livskraftig.